# Még mindig tudom, mit tettél tavaly nyáron
A Még mindig tudom, mit tettél tavaly nyáron (I Still Know What You Did Last Summer) 1998-ban bemutatott amerikai-mexikói tinihorror Freddie Prinze Jr., Jennifer Love Hewitt, Brandy Norwood, Metthew Settle és Mekhi Phifer főszereplésével, a Tudom, mit tettél tavaly nyáron-trilógia második része. A film számos jelenetét és annak szereplőit a Horrorra akadva, avagy tudom, kit ettél tavaly nyárson és a Horrorra akadva 2. című filmekben kiparodizálták.

## Cselekmény
Egy éve már annak, hogy a négy bulizó fiatal, Julie, Ray, Barry és Helen "halálra gázolt" egy halászt, majd a holttestet a tengerbe dobták. A halász azonban életben maradt és bosszúból sorra meggyilkolta őket és ismerőseiket. Csak Julie és Ray maradt életben, ám Julie sejti, hogy előbb-utóbb neki is bűnhődnie kell...
Julie és barátai, Tyrell, Karla és Will egy rádiós nyereményjáték keretében a Bahamákra utaznak kikapcsolódni, ahol azonban szórakozás helyett egy szörnyűséges rémálomba csöppennek. Napsütés helyett az esős évszak várja őket, a hurrikán miatt képtelenség elhagyni a szigetet, a telefon süket, Julie pedig hamarosan üzenetet kap: "Még mindig tudom, mit tettél tavaly nyáron..." (I still know what you did last summer). Hamarosan felbukkan a halászruhás kampós gyilkos, Ben Willis is, aki ismét sorra szedi áldozatait... Dave, Ray barátja; Darick, a dokkmunkás; a szálloda takarítónője; Titus, a drogkereskedő; Mr. Brooks, a portás; Estes, a londiner és Nancy, a pultos...
A végkifejletben Estes, a londiner elvezeti a fiatalokat a sziget "temetőjébe", majd eltűnik, és leüti a keresésére siető Will-t. A fiatalok Estes-t gyanúsítják a gyilkosság-sorozattal, egyedül Julie tudja, hogy az egész mögött Ben Willis, a halász áll. Amikor Julie kettesben marad "barátjával", Will-lel, Will bevallja neki, hogy valójában Ben Willis fia, és apjával közösen akarnak bosszút állni Julie-n és még életben lévő társán, Ray-en a 2 évvel ezelőtt történt eseményekért. Will visszahurcolja Julie-t a temetőbe, ahol már várja őket a halászruhás gyilkos, Ben, és megérkezik a Julie segítségére siető Ray is. A két gyilkos meghal, a két fiatal pedig életben marad, és előkerül Karla is. A fiatalok a partiőrség segítségével hazajutnak. Julie és Ray eljegyzik egymást és boldogan élnek, de sosem lehetnek biztosak benne, hogy vajon tényleg sikerült-e megölniük a halászt, vagy sem...?!

## Szereplők
| Szerep        | Színész              | Magyar hang     |
| ------------- | -------------------- | --------------- |
| Julie James   | Jennifer Love Hewitt | Szénási Kata    |
| Ray Bronson   | Freddie Prinze Jr.   | Markovics Tamás |
| Karla Wilson  | Brandy Norwood       | Madarász Éva    |
| Tyrell Martin | Mekhi Phifer         | Dózsa Zoltán    |
| Ben Willis    | Muse Watson          |                 |
| Will Benson   | Matthew Settle       | Viczián Ottó    |
| Nancy         | Jennifer Esposito    | Kiss Virág      |
| Estes         | Bill Cobbs           | Tolnai Miklós   |
| Mr. Brooks    | Jeffrey Combs        |                 |
| Dave          | John Hawkes          | Breyer Zoltán   |

## Filmzene
1. Imogen Heap – "Getting Scared"
2. Hooverphonic – "Eden"
3. Orgy – "Blue Monday"
4. "Sugar Is Sweeter"
5. Jennifer Love Hewitt – "How Do I Deal"
6. Whitesnake – "Here I Go Again"
7. Swirl 360 – "Hey Now Now"
8. Esthero – "That Girl"
9. Dire Straits – "Relax"
10. Jennifer Love Hewitt – "I Will Survive"
11. Reel Tight – "(Do You) Wanna Ride"
12. Born Jamericans – "Venus Got It Goin' On"
13. Grant Lee Buffalo – "Testimony"
14. Bijou Phillips – "Polite"
15. Lamb – "Gorecki"

## Díjak, jelölések
| Év   | Díj                             | Kategória                                                    | Jelölt | Eredmény |
| ---- | ------------------------------- | ------------------------------------------------------------ | --- | -------- |
| 2000 | Golden Slate                    | Legjobb horrorfilm                                           | | Jelölve  |
| 1999 | ALMA Award                      | Kiváló színészi alakítás, játékfilmben a Crossover szerepben | Freddie Prinze Jr. | Jelölve  |
| 1999 | Blockbuster Entertainment Award | Kedvenc színésznő – Horror                                   | Jennifer Love Hewitt | Elnyerte |
| 1999 | Blockbuster Entertainment Award | Kedvenc férfi mellékszereplő – Horror                        | Freddie Prinze Jr. | Elnyerte |
| 1999 | Blockbuster Entertainment Award | Kedvenc színésznő – Horror                                   | Brandy Norwood | Jelölve  |
| 1999 | Golden Trailer                  | Legjobb Horror / Thriller                                    | | Jelölve  |
| 1999 | MTV Movie Award                 | Legjobb áttörő női alakítás                                  | Brandy Norwood | Jelölve  |
| 1999 | Teen Choice Award               | Film – Choice Actress                                        | Jennifer Love Hewitt | Elnyerte |
| 1999 | Teen Choice Award               | Legundorítóbb jelenet                                        | Jennifer Love Hewitt A gyilkos a szoláriumban megpróbálja lassan szénné égetni Julie-t úgy, hogy rázárja a szolárium fedelét. | Jelölve  |